# 루이 6세
루이 6세, 일명 뚱보왕 루이 (프랑스어:Louis le Gros, 1081년 12월 1일 – 1137년 8월 1일)은 필리프 1세의 아들이자 후계자로 1108년부터 프랑스 왕이었다. 카페 왕조의 일원이다. 1137년 이질로 사망했다.